# Rostás Sándor
Rostás Sándor (Jászjákóhalma, 1962. január 21. – 2019. január 19.) válogatott magyar labdarúgó, középpályás.

## Pályafutása

### Klubcsapatban
1985 és 1988 között az Újpesti Dózsa játékosa volt. Egyszeres bajnoki ezüst- és bronzérmes, illetve magyar kupagyőztes a csapattal. 1988 és 1991 között a Debreceni MVSC-ben játszott. A két csapatban összesen 124 bajnoki mérkőzésen lépett pályára és 35 gólt szerzett.

### A válogatottban
1987-ben egy alkalommal szerepelt a válogatottban. Négyszeres olimpiai válogatott (1986–87, 1 gól), egyszeres utánpótlás válogatott (1987, 1 gól), négyszeres egyéb válogatott (1986–87).

### Visszavonulása után
Újpesti visszavonulását követően visszaköltözött Jászjákóhalmára, ahol játékosként, majd játékosedzőként segítette a település egykor megyei I. osztályú szinten játszó futballcsapatát, később egy ideig a helyi U9-es és U11-es csapatokat is edzette.
Két nappal 57. születésnapja előtt hunyt el, 2019. január 19-én. Halála után a szülőfalujában helyezték örök nyugalomra, ahol újpesti érmeivel, kupáival és egy lila-fehér futball-labdával temették el.

## Sikerei, díjai
- Magyar bajnokság
  - 2.: 1986–87
  - 3.: 1987–88
- Magyar kupa
  - győztes: 1987

## Statisztika

### Mérkőzése a válogatottban
| Magyarország | Magyarország    | Magyarország         | Magyarország | Magyarország | Magyarország  | Magyarország | Magyarország | Magyarország |
| #            | Dátum           | Helyszín             | Hazai        | Eredmény     | Vendég        | Kiírás       | Gólok        | Esemény      |
| ------------ | --------------- | -------------------- | ------------ | ------------ | ------------- | ------------ | ------------ | ------------ |
| 1.           | 1987. május 17. | Budapest, Népstadion | Magyarország | 5 – 3        | Lengyelország | Eb-selejtező | -            | 46'          |
|              | Összesen        |                      |              | 1            | mérkőzés      |              | 0            | gól          |